# Brad Gilbert
Brad Gilbert (Oakland, 9 augustus 1961) is een voormalig Amerikaans tennisser die tussen 1982 en 1995 actief was in het professionele tenniscircuit.
Gilbert was succesvol in het enkelspel met twintig toernooizeges. Daarnaast won hij ook nog drie dubbelspeltitels.
Na zijn actieve carrière legde Gilbert zich toe op het coachen van spelers.Tussen 1994 en 2002 begeleidde hij Andre Agassi naar zes grandslamtitels.Verder coachte Gilbert onder anderen Andy Roddick en Andy Murray.
Voor zijn profcarrière speelde Gilbert Collegetennis voor Pepperdine University.

## Palmares

#### Enkelspel
| Legenda                       | Legenda               |
| ----------------------------- | --------------------- |
| Grand Slam                    |                       |
| Olympische Spelen             |                       |
| tot 2009                      | vanaf 2009            |
| Tennis Masters Cup            | ATP Finals            |
| ATP Masters Series            | ATP Tour Masters 1000 |
| ATP International Series Gold | ATP Tour 500          |
| ATP International Series      | ATP Tour 250          |

| Nr.              | Datum             | Toernooi              | Ondergrond    | Tegenstander in finale | Score                      | Details |
| ---------------- | ----------------- | --------------------- | ------------- | ---------------------- | -------------------------- | ------- |
| Gewonnen finales |                   |                       |               |                        |                            |         |
| 1.               | 14 november 1982  | GP Taipei             | Tapijt (i)    | Craig Wittus           | 6–1, 6–4                   | Details |
| 2.               | 19 augustus 1984  | GP Columbus           | Hardcourt     | Hank Pfister           | 6–3, 3–6, 6–3              | Details |
| 3.               | 4 november 1984   | GP Taipei             | Tapijt (i)    | Wally Masur            | 6–3, 6–3                   | Details |
| 4.               | 28 juli 1985      | GP Livingston         | Hardcourt     | Brian Teacher          | 7–6, 6–4                   | Details |
| 5.               | 18 augustus 1985  | GP Cleveland          | Hardcourt     | Brad Drewett           | 6–3, 6–2                   | Details |
| 6.               | 20 oktober 1985   | ATP Tel Aviv          | Hardcourt     | Amos Mansdorf          | 6–3, 6–2                   | Details |
| 7.               | 9 februari 1986   | ATP Memphis           | Tapijt (i)    | Stefan Edberg          | 7–5, 7–6(3)                | Details |
| 8.               | 27 juli 1986      | GP Livingston         | Hardcourt     | Mike Leach             | 6–2, 6–2                   | Details |
| 9.               | 12 oktober 1986   | ATP Tel Aviv          | Hardcourt     | Aaron Krickstein       | 7–5, 6–2                   | Details |
| 10.              | 26 oktober 1986   | ATP Wenen             | Hardcourt (i) | Karel Nováček          | 3–6, 6–3, 7–5, 6–0         | Details |
| 11.              | 11 oktober 1987   | ATP Scottsdale        | Hardcourt     | Eliot Teltscher        | 6–2, 6–2                   | Details |
| 12.              | 16 oktober 1988   | ATP Tel Aviv          | Hardcourt     | Aaron Krickstein       | 4–6, 7–6(5), 6–2           | Details |
| 13.              | 19 februari 1989  | ATP Memphis           | Hardcourt (i) | Johan Kriek            | 6–2, 6–2, opgave           | Details |
| 14.              | 6 augustus 1989   | ATP Stratton Mountain | Hardcourt     | Jim Pugh               | 7-5, 6-0                   | Details |
| 15.              | 13 augustus 1989  | GP Livingston         | Hardcourt     | Jason Stoltenberg      | 6–4, 6–4                   | Details |
| 16.              | 20 augustus 1989  | ATP Cincinnati        | Hardcourt     | Stefan Edberg          | 6–4, 2–6, 7–6(5)           | Details |
| 17.              | 1 oktober 1989    | ATP San Francisco     | Tapijt (i)    | Anders Järryd          | 7–5, 6–2                   | Details |
| 18.              | 4 maart 1990      | ATP Rotterdam         | Tapijt (i)    | Jonas Svensson         | 6–1, 6–3                   | Details |
| 19.              | 8 april 1990      | ATP Orlando           | Hardcourt     | Christo van Rensburg   | 6-2, 6-1                   | Details |
| 20.              | 30 september 1990 | ATP Brisbane          | Hardcourt     | Aaron Krickstein       | 6-3, 6-1                   | Details |
| Verloren finales |                   |                       |               |                        |                            |         |
| 1.               | 23 september 1984 | ATP San Francisco     | Tapijt (i)    | John McEnroe           | 4–6, 4–6                   | Details |
| 2.               | 15 september 1985 | ATP Stuttgart         | Gravel        | Ivan Lendl             | 4–6, 0–6                   | Details |
| 3.               | 13 oktober 1985   | ATP Johannesburg      | Hardcourt     | Matt Anger             | 4–6, 6–3, 3–6, 2–6         | Details |
| 4.               | 2 augustus 1987   | Washington            | Hardcourt     | Ivan Lendl             | 1–6, 0–6                   | Details |
| 5.               | 18 oktober 1987   | ATP Tel Aviv          | Hardcourt     | Amos Mansdorf          | 6–3, 3–6, 4–6              | Details |
| 6.               | 8 november 1987   | ATP Parijs            | Tapijt (i)    | Tim Mayotte            | 6–2, 3–6, 5–7, 7–6(5), 3–6 | Details |
| 7.               | 22 november 1987  | ATP Johannesburg      | Hardcourt (i) | Pat Cash               | 6–7(7), 6–4, 6–2, 0–6, 1–6 | Details |
| 8.               | 30 oktober 1988   | ATP Parijs            | Tapijt (i)    | Amos Mansdorf          | 3–6, 2–6, 3–6              | Details |
| 9.               | 5 maart 1989      | WCT Dallas            | Tapijt (i)    | John McEnroe           | 3–6, 3–6, 6–7(5)           | Details |
| 10.              | 30 juli 1989      | Washington            | Hardcourt     | Tim Mayotte            | 6–3, 4–6, 5–7              | Details |
| 11.              | 8 oktober 1989    | ATP Orlando           | Hardcourt     | Andre Agassi           | 2–6, 1–6                   | Details |
| 12.              | 12 augustus 1990  | ATP Cincinnati        | Hardcourt     | Stefan Edberg          | 1–6, 1–6                   | Details |
| 13.              | 16 december 1990  | Grand Slam Cup        | Tapijt (i)    | Pete Sampras           | 3–6, 4–6, 2–6              | Details |
| 14.              | 10 februari 1991  | ATP San Francisco     | Tapijt (i)    | Darren Cahill          | 2–6, 6–3, 4–6              | Details |
| 15.              | 4 augustus 1991   | ATP Los Angeles       | Hardcourt     | Pete Sampras           | 2–6, 7–6(5), 3–6           | Details |
| 16.              | 6 oktober 1991    | ATP Sydney            | Hardcourt (i) | Stefan Edberg          | 2–6, 2–6, 2–6              | Details |
| 17.              | 1 maart 1992      | ATP Scottsdale        | Hardcourt     | Stefano Pescosolido    | 0–6, 6–1, 4–6              | Details |
| 18.              | 7 februari 1993   | ATP San Francisco     | Tapijt (i)    | Andre Agassi           | 2–6, 7–6(4), 2–6           | Details |
| 19.              | 11 april 1993     | ATP Tokio             | Hardcourt     | Pete Sampras           | 2–6, 2–6, 2–6              | Details |
| 20.              | 13 februari 1994  | ATP Memphis           | Hardcourt (i) | Todd Martin            | 4–6, 5–7                   | Details |

### Dubbelspel
| Nr.                           | Datum             | Toernooi          | Ondergrond    | Partner              | Tegenstanders in finale             | Score       | Details |
| ----------------------------- | ----------------- | ----------------- | ------------- | -------------------- | ----------------------------------- | ----------- | ------- |
| Gewonnen finales heren dubbel |                   |                   |               |                      |                                     |             |         |
| 1.                            | 20 oktober 1985   | ATP Tel Aviv      | Hardcourt     | Ilie Năstase         | Michael Robertson Florin Segărceanu | 6-3 6-2     | Details |
| 2.                            | 23 februari 1986  | ATP Boca West     | Hardcourt     | Vince Van Patten     | Stefan Edberg Anders Järryd         | walk-over   | Details |
| 3.                            | 19 april 1992     | ATP Hong Kong     | Hardcourt     | Jim Grabb            | Byron Black Byron Talbot            | 6-2 6-1     | Details |
| Verloren finales heren dubbel |                   |                   |               |                      |                                     |             |         |
| 1.                            | 29 september 1985 | ATP San Francisco | Tapijt (i)    | Sandy Mayer          | Paul Annacone Christo Van Rensburg  | 6-3 3-6 4-6 | Details |
| 2.                            | 26 oktober 1986   | ATP Wenen         | Hardcourt (i) | Slobodan Živojinović | Ricardo Acioly Wojtek Fibak         | walk over   | Details |
| 3.                            | 27 september 1987 | ATP Los Angeles   | Hardcourt     | Tim Wilkison         | Kevin Curren David Pate             | 3-6 4-6     | Details |

## Prestatietabel
| Legenda | Legenda                          |
| ------- | -------------------------------- |
| g.t.    | geen toernooi gehouden           |
| l.c.    | lagere categorie                 |
| –       | niet deelgenomen                 |
| G       | uitgeschakeld in de groepsfase   |
| 1R      | uitgeschakeld in de eerste ronde |
| 2R      | uitgeschakeld in de tweede ronde |
| 3R      | uitgeschakeld in de derde ronde  |
| 4R      | uitgeschakeld in de vierde ronde |
| KF      | uitgeschakeld in de kwartfinale  |
| HF      | uitgeschakeld in de halve finale |
| F       | de finale verloren               |
| W       | het toernooi gewonnen            |
| w-v     | winst/verlies-balans             |

### Prestatietabel grand slam, enkelspel
| Toernooi        | 1982 | 1983 | 1984 | 1985 | 1986 | 1987 | 1988 | 1989 | 1990 | 1991 | 1992 | 1993 | 1994 | 1995 |
| --------------- | ---- | ---- | ---- | ---- | ---- | ---- | ---- | ---- | ---- | ---- | ---- | ---- | ---- | ---- |
| Australian Open | –    | 1R   | 4R   | 3R   | g.t. | 3R   | –    | –    | –    | 3R   | 1R   | –    | –    | 1R   |
| Roland Garros   | –    | 1R   | 2R   | 1R   | –    | 2R   | –    | –    | –    | 1R   | 1R   | 3R   | 2R   | –    |
| Wimbledon       | –    | 3R   | 3R   | 1R   | 4R   | 3R   | –    | 1R   | KF   | 3R   | 3R   | 2R   | 2R   | –    |
| US Open         | 2R   | 1R   | 2R   | 3R   | 4R   | KF   | 2R   | 1R   | 3R   | 1R   | 4R   | 4R   | –    | –    |

### Prestatietabel grand slam, dubbelspel
| Toernooi        | 1984 | 1985 | 1986 | 1987 | 1988 | 1989 | 1992 |
| --------------- | ---- | ---- | ---- | ---- | ---- | ---- | ---- |
| Australian Open | 1R   | 1R   | g.t. | 2R   | –    | –    | –    |
| Roland Garros   | 1R   | 1R   | –    | 2R   | –    | –    | –    |
| Wimbledon       | –    | 1R   | 2R   | 1R   | –    | 1R   | 1R   |
| US Open         | –    | 1R   | 1R   | 1R   | 2R   | –    | 1R   |